# Timo Pitter
Timo Pitter (* 1. September 1992 in Schweinfurt) ist ein deutscher Fußballspieler. Er wird im Mittelfeld eingesetzt und übt diese Position oft offensiv aus.

## Karriere

### Jugend
Pitter stammt aus Oberschwarzach und spielte in seiner Jugend für den FC Gerolzhofen. Später dann für den 1. FC Schweinfurt 05.

### 1. FC Schweinfurt 05
2010 wechselte Pitter in die erste Mannschaft des FC Schweinfurt 05. In der fünftklassigen Bayernliga bzw. Bayernliga Nord absolvierte er 54 Spiele und erzielte dabei 8 Tore.

### Wechsel in die USA
2012 erhielt Pitter ein Sportstipendium an der Creighton University. Neben dem Studium der Wirtschaftswissenschaften, spielte er für die Creighton Bluejays, die College-Soccer Mannschaft der Universität. In den folgenden drei Jahren erzielte er 33 Tore in 89 Spielen.

### Major League Soccer
Am 14. Januar 2016 wurde er im MLS SuperDraft vom FC Dallas als insgesamt 33. Pick ausgewählt. Am 26. März 2016 gab er sein Debüt in der Major League Soccer. Er wurde im Spiel gegen D.C. United in der 81. Minute eingewechselt. Den größten Teil der restlichen Saison spielte Pitter bei Oklahoma City Energy in der United Soccer League.
Am 27. Januar 2017 gab Pitter sein Karriereende bekannt. Allerdings schloss er sich zur Saison 2016/17 dann zuhause in Deutschland dem SV Euerbach-Kutzberg an, mit welchen er in der Landesliga Bayern Nord/West spielte. Von diesem wechselte er zur Saison 2019/20 zum Regionalliga-Aufsteiger TSV Aubstadt. 